# Thibaud Briet
Thibaud Briet (* 14. Dezember 1999 in Rouen) ist ein französischer Handballspieler.

## Karriere

### Verein
Thibaud Briet begann im Alter von zehn Jahren mit dem Handballsport in seiner Heimatstadt bei Rouen Handball. Mit Rouen spielte er bei den Erwachsenen in der fünften französischen Liga, der Nationale 3. Im Sommer 2019 wechselte der 2,05 m große linke Rückraumspieler zum französischen Erstligisten HBC Nantes. In der Saison 2019/20 lief er in der zweiten Mannschaft in der dritten Liga (Nationale 1) auf, da er parallel sein Studium der Wärmetechnik und Energie (DUT Génie Thermique et Énergie) abschloss. Zudem gab er sein Debüt in der Starligue. Seit 2020 gehört er fest zum Erstligakader. Mit Nantes gewann er 2021/22 die Coupe de la Ligue, 2022/23 den Trophée des Champions sowie 2022/23 und 2023/24 die Coupe de France.

### Nationalmannschaft
In der französischen A-Nationalmannschaft debütierte Briet bei der 34:35-Niederlage gegen Deutschland am 9. Januar 2022 in Wetzlar. Bei der anschließenden Europameisterschaft 2022 warf er drei Tore in sechs Spielen und belegte mit Frankreich den vierten Platz. Bei der Weltmeisterschaft 2023 gewann er mit Frankreich die Silbermedaille, im Finale gegen Dänemark kam er verletzungsbedingt nicht zum Einsatz. Bei der Weltmeisterschaft 2025, bei der Frankreich Bronze gewann, wurde er in allen neun Partien eingesetzt und warf 32 Tore.